# 雙黑洞
雙黑洞（英語：Binary black hole）是由兩顆繞著共同的重心旋轉的黑洞組成的系統。其中恆星雙黑洞是高質量雙星系統的殘骸，至於超重雙黑洞則被認為是星系併合所造成的。
目前已發現一些超重雙黑洞候選系統，它們在天文物理學中被視為具高度重要性，因為它們是目前宇宙中已知的最強重力波源。隨著公轉的黑洞向外散播出重力波，它們的軌道逐漸衰變，其公轉週期亦隨之變短。這個階段被稱作雙黑洞旋近（binary black hole inspiral）。當二個黑洞足夠靠近，便會併合成單一黑洞。併合後，這個單一的黑洞進入了衰盪（ring-down）階段，它的任何形變隨著更多重力波的產生而逐漸消散。
空间引力波探测器如LISA和DECIGO可以通过测量双黑洞的多极矩系数来计算它们的克尔特征。
阿尔伯特·爱因斯坦研究所的一位研究员于2015年9月14日发现的引力波信号与广义相对论中对双黑洞環降現象的理论预测相符。这是人类首次直接探测到引力波，也是对双黑洞併合首度观测。这项结果展示了双黑洞系统确实存在，且其併合在宇宙的目前阶段仍能发生。該結果於2016年2月11日由激光干涉引力波天文台（LIGO）和VIRGO共同宣布。LIGO科學團隊亦于2016年6月15日宣布人类第二次直接探测到的引力波，該次探測時間為2015年12月26日，這再度展示了双黑洞系统的存在。

## 出現地點

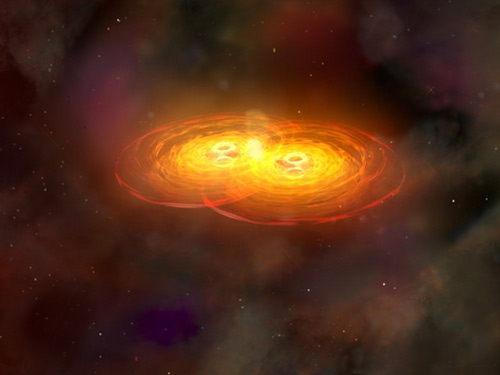
藝術家筆下的黑洞併合情景。

超重雙黑洞系統被認為是星系併合所造成的。一些可能的候選雙黑洞系統是有著雙核的星系，而二核之間距離仍遠。其中一個例子是NGC 6240。二黑洞之間相距更靠近的系統則可能出現在有著雙放射譜線的單核星系，例如SDSS J104807.74+005543.5和EGSD2 J142033.66 525917.5。其他具備週期性輻射的星系核則暗示著有巨型物體繞著中央黑洞旋轉，例如OJ287。而脈衝星PG 1302-102則看似具有一個公轉週期1900天的雙黑洞。
2015年8月28日，NASA公布中國中科院国家天文台研究人员陆由俊等人组成的研究团队，使用哈伯太空望遠鏡發現馬卡良231星系中的雙黑洞系統。他們利用該星系中心放射出的紫外線特性，推斷出該處有雙黑洞系統的存在。其中主黑洞質量約為太陽的1.5億倍，伴黑洞質量則約為太陽的4百萬倍，其公轉週期約為1.2年。該伴黑洞被認為是原先被併入馬卡良231的小星系殘骸，該次星系合併並使馬卡良231的恆星形成速率比銀河系還要快上100倍。馬卡良231距離我們約有6億光年之遠。

## 最終秒差距問題
星系中央的二個超大質量黑洞自然距離大約落在一至數十個秒差距之間，而這使二黑洞形成一個束縛的雙黑洞系統。若要使其產生的重力波達到足夠顯著，則其間距必須縮小到更小的尺度，大約是0.01至0.001個秒差距之間。這被稱作最終秒差距問題。有數個解決最終秒差距問題的可能解答被提出，其中大多包含超重雙黑洞與周圍物質的交互作用，他們可以從雙黑洞系統獲取能量並使其收縮。舉例來說，路過恆星的重力助推效應可以讓二個黑洞在比宇宙年齡還短許多的時間之內更為靠近。

## 外部連結
- Binary Black Holes Orbit and Collide （页面存档备份，存于）
- Merritt, David; Milosavljevic, Milos. . Living Reviews in Relativity (Max-Planck-Institut für Gravitationsphysik). 2005, 8. （原始内容存档于2012-03-30）.